# Марсинковски, Джей Ти
Джеймс Томас Марсинковски (англ. James Thomas "JT" Marcinkowski; род. 9 мая 1997, Аламо, Калифорния, США) — американский футболист, вратарь клуба «Лос-Анджелес Гэлакси».

## Клубная карьера
Марсинковски — воспитанник клуба «Сан-Хосе Эртквейкс». В 2015 году он поступил в Джорджтаунский университет и начал выступать за команду учебного заведения. В 2016 году он также сыграл несколько матчей за клуб «Берлингейм Дрэгонз» в Премьер-лиге развития USL.
Оставив университет после третьего курса, 6 декабря 2017 года Марсинковски подписал с «Сан-Хосе Эртквейкс» контракт по правилу доморощенного игрока. 2018 год он начал в аффилированном с «Эртквейкс» клубе USL — «Рино 1868», дебютировав на профессиональном уровне 17 марта в матче стартового тура сезона против «Своуп Парк Рейнджерс». За «Квейкс» в MLS он дебютировал 19 сентября в матче против «Атланты Юнайтед». 13 января 2022 года Марсинковски подписал с «Эртквейкс» новый контракт до конца сезона 2024 с клубной опцией продления на сезон 2025. 14 октября 2023 года в товарищеском матче с гондурасской «Олимпией» Марсинковски получил травму правого колена, порвав переднюю крестообразную связку, заднюю крестообразную связку и медиальную коллатеральную связку, из-за чего пропустил оставшуюся часть сезона 2023 и весь сезон 2024. По окончании сезона 2024 «Сан-Хосе Эртквейкс» отклонил опцию продления контракта с Марсинковски.
16 января 2025 года Марсинковски на правах свободного агента присоединился к «Лос-Анджелес Гэлакси», подписав двухлетний контракт до конца сезона 2026 с клубной опцией продления на сезон 2027.

## Международная карьера
В 2017 году Марсинковки в составе молодёжной сборной США выиграл молодёжный чемпионат КОНКАКАФ в Коста-Рике. На турнире он сыграл в матче против команды Сент-Китса и Невиса.
В том же году Марсинковски принял участие в молодёжном чемпионате мира в Южной Корее. На турнире он был запасным и на поле не вышел.
3 декабря 2020 года Марсинковски был вызван в тренировочный лагерь сборной США, где заменил Давида Очоа, получившего травму. 9 декабря в товарищеском матче со сборной Сальвадора, закрывавшем лагерь, он не сыграл, оставшись на скамейке запасных.
В составе сборной США до 23 лет Марсинковски принимал участие в Мужском олимпийском квалификационном турнире КОНКАКАФ 2020 в марте 2021 года.

## Достижения
США (до 20)
- Чемпион КОНКАКАФ среди молодёжных команд — 2017